# I (EP)
I é o extended play de estreia da cantora sul-coreana Taeyeon, lançado em 7 de outubro de 2015 pela S.M. Entertainment. O EP possui como faixa-título o single homônimo "I", lançado na mesma data do álbum, que foi gravado na S.M. Studios em Seul, Coreia do Sul e produzido por Lee Soo-man.

## Lançamento
No meio do ano de 2015, S.M. Entertainment anunciou que Taeyeon iria lançar seu primeiro álbum solo em um período mais tarde de 2015. O álbum inclui composições da própria cantora e uma colaboração do rapper na música "I". O álbum foi disponível para venda em sites de música na meia noite de 7 de outubro, as cópias físicas esgotaram no mesmo dia.

## Faixas
Créditos adaptados do Naver
| N.º            | Título                                      | Letras                    | Música | Duração |  |
| 1.             | "I" (com Verbal Jint)                       | Taeyeon Mafly Verbal Jint | Myah Marie Langston Bennett Armstrong Justin T. Armstrong Cosmopolitan Douglas David Quinones Jon Asher Ryan S. Jhun | 3:26    |  |
| 2.             | "U R"                                       | Jo Yun-gyeong             | Matthew Tishler Robyn Newman Ben Charles                                                                             | 4:34    |  |
| 3.             | "Gemini" (쌍둥이자리; Ssangdungijari)       | Jam Factory Mafly         | LDN Noise Carolyn Jordan Alice Sophie Penrose                                                                        | 3:41    |  |
| 4.             | "Stress" (스트레스; Seuteureseu)            | Mafly                     | Hyuk Shin Tiffany Evans Marco Reyes (MRey) DK                                                                        | 3:21    |  |
| 5.             | "Farewell" (먼저 말해줘; Meonjeo Malhaejwo) | Lee Joo-hyung             | Lee ChuDae-gwan | 3:43    |  |
| 6.             | "I" (Instrumental)                          |                           | Langston B. Armstrong J. T. Armstrong Douglas Quinones Asher Jhun                                                    | 3:24    |  |
| Duração total: | Duração total:                              | Duração total:            | Duração total: | 22:09   |  |

## Desempenho nas tabelas musicais
O EP teve um excelente desempenho nas paradas coreanas, estreou em #2 no Gaon Album Chart, em #1 no Billboard World Albums e em #5 no Heatseeker, vendendo 2,000 cópias nos primeiros dois dias do lançamento nos EUA.

### Tabelas semanais
| Tabela musical                          | Melhor posição |
| --------------------------------------- | -------------- |
| Coreia do Sul (Gaon Album Chart)        | 2              |
| Estados Unidos (US Heartseekers Albums) | 5              |
| Japão (Oricon Album Chart)              | 21             |
| Mundo (Billboard World Albums)          | 1              |
| Taiwan (Five Music Taiwan)              | 1              |

### Tabelas mensais
| Tabela mensal                    | Melhor posição |
| -------------------------------- | -------------- |
| Coreia do Sul (Gaon Album Chart) | 1              |

### Vendas
| Tabela musical                        | Vendas  |
| ------------------------------------- | ------- |
| Coreia do Sul (Gaon Album Chart 2015) | 148,366 |

## Histórico de lançamento
| País          | Data                 | Formato              | Gravadora                                  |
| ------------- | -------------------- | -------------------- | ------------------------------------------ |
| Coreia do Sul | 7 de outubro de 2015 | CD, download digital | SM Entertainment, KT Music                 |
| Mundo         | 7 de outubro de 2015 | download digital     | SM Entertainment                           |
| Taiwan        | 18 de março de 2016  | CD + DVD             | S.M. Entertainment, Universal Music Taiwan |